# Aphis vitis
Aphis vitis är en insektsart. Aphis vitis ingår i släktet Aphis och familjen långrörsbladlöss. Inga underarter finns listade i Catalogue of Life.